# 1718 en science
| Années de la science : 1715 - 1716 - 1717 - 1718 - 1719 - 1720 - 1721    |
| Décennies de la science : 1680 - 1690 - 1700 - 1710 - 1720 - 1730 - 1740 |

Cet article présente les faits marquants de l'année 1718 en science.

## Événements
- 13 février : un oukase prescrit la collecte des curiosités et des monstres en Russie ; un Muséum d’histoire naturelle (Kunstkamera) est ouvert à Saint-Pétersbourg en 1724 pour recueillir les collections[1].
- 15 mai : James Puckle dépose à Londres un brevet pour un fusil à tourelle doté d'un canon de 30 mm utilisant des barillets préchargés permettant de tirer 63 coups en 7 minutes[2],[3].
- 12 novembre : Jacques Cassini publie dans les Mémoires de l'Académie des sciences son article De la grandeur de la terre et de sa figure. À l'issue des travaux de géodésie de traçage du méridien de Paris, effectués de Dunkerque à Collioure, il conclut contre Newton que la terre est allongée aux pôles (et non pas aplatie)[4].
- Novembre : lors du siège de Fredrikshald le philosophe suédois Swedenborg imagine une méthode de transport permettant de faire passer les bateaux par voie de terre[5].

- Edmond Halley met en évidence le mouvement propre des étoiles en comparant les positions de Sirius et d'Arcturus par rapport aux données de Ptolémée[6].

## Publications
- Abraham de Moivre : The Doctrine of Chances (en) : or Method of calculating the probability of Events at Play, en anglais, une méthode pour calculer les probabilités perfectionné dans trois éditions successives[7],[8].
- Emanuel Swedenborg : Méthode nouvelle pour trouver les longitudes par les observations lunaires, Upsal.

## Naissances

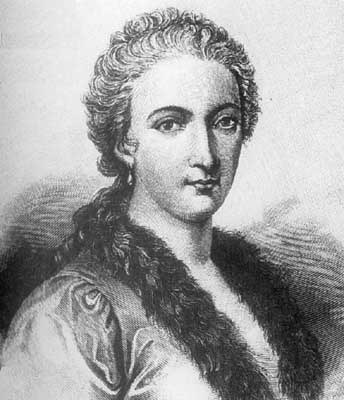
Maria Gaetana Agnesi

- 4 janvier : Anthony Bacon (mort en 1786), sidérurgiste britannique.
- 8 février : Joseph-Marie Amiot (mort en 1793), prêtre jésuite, astronome et historien français, missionnaire en Chine.
- 15 février : Hilaire Rouelle (mort en 1779), chimiste français.
- 18 février : François-César Le Tellier de Courtanvaux (mort en 1781), militaire et scientifique français[9].
- 4 mai : Jean Philippe de Chéseaux (mort en 1751), astronome suisse.
- 16 mai : Maria Gaetana Agnesi (morte en 1799), mathématicienne italienne.
- 23 mai : William Hunter (mort en 1783), anatomiste écossais.
- 2 juin : Johann Conrad Eichhorn (mort en 1790), pasteur et zoologiste allemand.
- 31 juillet : John Canton (mort en 1772), physicien britannique.
- 1er octobre : Olof Torén (mort en 1753), naturaliste et pasteur luthérien suédois[10].
- 9 octobre : Pierre Joseph Macquer (mort en 1784), médecin et chimiste français.
- 21 novembre : István Hatvani (mort en 1786), mathématicien hongrois.
- 23 novembre : Antoine Darquier de Pellepoix (mort en 1802), astronome français.

- John Roebuck (mort en 1794), inventeur, scientifique, philosophe et industriel anglais.

## Décès

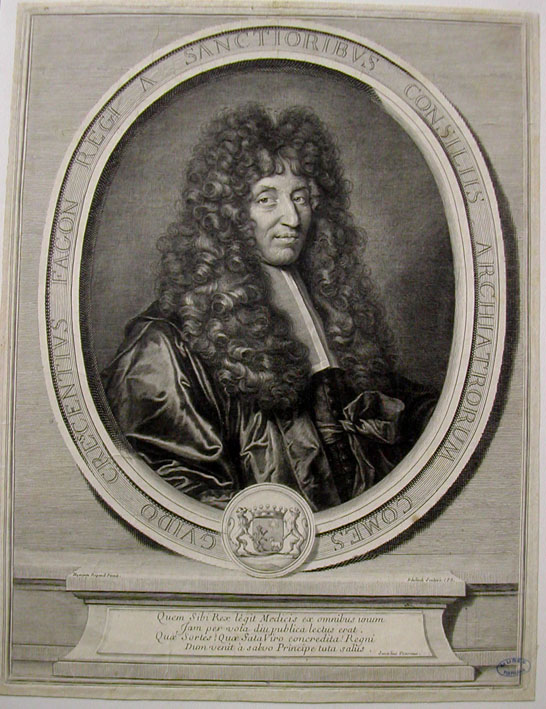
Guy-Crescent Fagon

- 2 janvier : Michelangelo Fardella (né en 1650), religieux franciscain sicilien, professeur d'astronomie et de philosophie.
- 11 mars : Guy-Crescent Fagon (né en 1638), médecin et botaniste français.
- 3 avril : Jacques Ozanam (né en 1640), mathématicien français.
- 21 avril : Philippe de La Hire (né en 1640), mathématicien, physicien et astronome français.
- 2 septembre : Nicolas Guisnée, mathématicien français.
- 9 décembre : Vincenzo Coronelli (né en 1650), cartographe et encyclopédiste italien.

- Nicolas Fizes (né en 1648), mathématicien et hydrographe français.